# IDS-BUD
IDS-BUD S.A. – polska spółka budowlana, działająca w latach 2008–2022. Firma pełniła rolę generalnego wykonawcy (samodzielnie lub w ramach konsorcjum) we wszystkich sektorach budownictwa ogólnego, a także specjalistycznego budownictwa paliwowego, energetycznego, inżynieryjnego, obiektów ochrony środowiska oraz drogowego. W 2020 znalazła się na liście 20 największych podmiotów działających na polskim rynku budowlanym. W tym samym roku, w związku z utratą kluczowych kontraktów i brakiem możliwości regulowania zobowiązań, złożyła wniosek o upadłość i zakończyła działalność.

## Wybrane projekty

### Budownictwo ogólne
- Budowa Laboratorium Centralnego CEZAMAT[6]
- Budowa fundamentów pod turbozespół w Elektrowni Kozienice[7]
- Przebudowa i rozbudowa Szpitala Świętej Elżbiety w Warszawie[8]
- Rozbudowa Śląskiego Centrum Chorób Serca w Zabrzu[9]
- Budowa budynku Concept Tower w Warszawie[10]
- Budowa budynku Piano House w Warszawie[11]
- Budowa budynku Nordic Heaven w Bydgoszczy[12]
- Budowa hotelu Holiday Inn w Łodzi[13]
- Budowa Hotelu MOXY na terenie Międzynarodowego Portu Lotniczego Katowice w Pyrzowicach[14]
- Budowa centrum handlowego Auchan Łomianki[15]
- Budowa Centrum Zarządzania Siecią w Krakowie[16]
- Budowa budynku radioterapii dla potrzeb Kliniki Onkologii WIM[17]
- Budowa osiedla mieszkaniowego Nowy Nikiszowiec w Katowicach (w realizacji)[18]
- Budowa Muzeum Wojska Polskiego w Cytadeli Warszawskiej (w realizacji)[19]

### Budownictwo paliwowe i energetyczne
- Budowa tłoczni gazu i zabudowa dodatkowej sprężarki w KGZ Czarna Sędziszowska[20]
- Opracowanie projektu i budowa terminala naftowego w Gdańsku[21]
- Budowa gazociągu wysokiego ciśnienia relacji Tworóg – Kędzierzyn[22]
- Budowa gazociągu wysokiego ciśnienia relacji Zdzieszowice – Brzeg[23]
- Budowa gazociągu wysokiego ciśnienia relacji Braciejówka – Tworzeń (w realizacji)[24]
- Budowa odcinka gazociągu wysokiego ciśnienia relacji Polska – Litwa (w realizacji)[25]
- Budowa instalacji visbreakingu w rafinerii PKN Orlen w Płocku (w realizacji)[26]
- Budowa linii 400 kV Ełk Bis – granica RP[27]
- Budowa linii 400 kV Mikułowa – Czarna[28]
- Budowa linii 400 kV Piła Krzewina – Plewiska (w realizacji)[29]

### Budownictwo inżynieryjne i obiektów ochrony środowiska
- Rozbudowa technologii uzdatniania wody Zakładu Wodociągu Praskiego w Warszawie[30]
- Modernizacja gospodarki osadowej na terenie oczyszczalni ścieków w Radomiu[31]
- Budowa i modernizacja oczyszczalni ścieków w Puławach[32]
- Budowa stacji termicznej utylizacji osadów ściekowych w Ciechanowie[33]
- Modernizacja kolektorów głównych dla Pasma Pruszkowskiego w Warszawie[34]
- Budowa, rozbudowa, modernizacja i przebudowa sieci wodociągowej oraz kanalizacji sanitarnej w Radomiu[35]
- Rozbudowa oczyszczalni ścieków Łęgi i Spyrkówka w Zakopanem[36]
- Budowa kanalizacji sanitarnej w Bogacicy[37]
- Budowa zbiorników wodociągowych Górka Narodowa Wschód w Krakowie
- Budowa stacji uzdatniania wody z zapleczem techniczno-administracyjnym w Mińsku Mazowieckim[38]
- Przebudowa, rozbudowa i modernizacja oczyszczalni ścieków w Łomiankach[39]
- Rozbudowa i przebudowa ciągu technologicznego na oczyszczalni ścieków w Bochni wraz z wykorzystaniem odnawialnych źródeł energii[40]
- Budowa nowej magistrali dla Pasma Pruszkowskiego w Warszawie (w realizacji)[41]
- Budowa i przebudowa kanalizacji deszczowej i dostosowanie sieci kanalizacji deszczowej do zmian klimatycznych w Bydgoszczy (w realizacji)[42]
- Budowa kolektora deszczowego w Toruniu (w realizacji)[43]
- Budowa kolektora deszczowego w Olsztynie (w realizacji)[44]
- Budowa instalacji suszarni osadów ściekowych w Ostrowcu Wielkopolskim[45]
- Budowa instalacji suszarni osadów ściekowych w Tarnobrzegu (w realizacji)[46]

### Budownictwo drogowe
- Budowa Trasy Mostu Północnego od węzła z ul. Pułkową do węzła z ul. Modlińską[47]
- Przebudowa ul. Wybrzeże Szczecińskie na odcinku od Mostu Poniatowskiego do wiaduktu kolejowego[48]
- Zagospodarowanie terenu otaczającego Stadion Narodowy w Warszawie[49]
- Budowa myjni taboru kolejowego na terenie stacji postojowej Tłuszcz[50]

## Nagrody
- 2013 – Nagroda II stopnia w konkursie organizowanym przez Polski Związek Inżynierów i Techników Budownictwa (wyróżnioną inwestycją była realizacja budynku Concept Tower w Warszawie)[51]
- 2015, 2017 – Lider Polskiego Biznesu (konkurs organizowany przez Business Centre Club)[52]
- 2016 – Laur Innowacyjności w kategorii ekologia, geodezja i gospodarka wodna (konkurs organizowany przez Naczelną Organizację Techniczną)[53]
- 2017 – Nagroda I stopnia w konkursie organizowanym przez Polski Związek Inżynierów i Techników Budownictwa (wyróżnioną inwestycją była budowa terminala naftowego w Gdańsku)[54]
- 2017 – Orły Polskiego Budownictwa (złote statuetki w kategorii Generalny Wykonawca oraz Budownictwo Przemysłowe i Specjalistyczne)[55]
- 2017 – Diamenty Forbesa (w kategorii: Firmy Duże – przychody powyżej 250 mln zł)[56]